# Leucania calgariana
Leucania calgariana là một loài bướm đêm trong họ Noctuidae.